# Rajapalayam
Rajapalayam es una ciudad censal situada en el distrito de Salem en el estado de Tamil Nadu (India). Su población es de 5807 habitantes (2011).

## Demografía
Según el censo de 2011 la población de Rajapalayam era de 5807 habitantes, de los cuales 3014 eran hombres y 2793 eran mujeres. Rajapalayam tiene una tasa media de alfabetización del 68,82%, inferior a la media estatal del 80,09%: la alfabetización masculina es del 78,48%, y la alfabetización femenina del 58,51%.